# Limosano (stolica tytularna)
Limosano (łac. Diocesis Limosanus) – stolica historycznej diecezji w Cesarstwie Rzymskim,  współcześnie we Włoszech. Jedynym wzmiankowanym biskupem tej diecezji był benedyktyn Grzegorz, mianowany na tę stolicę w 1110.
Od 2018 katolickie biskupstwo tytularne. 

## Biskupi tytularni
| Lp. | Biskup             | Funkcja             | Od          | Do |
| --- | ------------------ | ------------------- | ----------- | -- |
| 1   | Henryk Jagodziński | nuncjusz apostolski | 3 maja 2020 |    |